# Rodrigo Cabalucci
Rodrigo Cabalucci (Lomas de Zamora, 22 luglio 1992) è un calciatore argentino, centrocampista del Douglas Haig.

## Caratteristiche tecniche
È un esterno mancino.

## Carriera
È cresciuto nelle giovanili del Douglas Haig.